# Xin Qingshan
Xin Qingshan (chinesisch 辛慶山, Pinyin Xīn Qingshān; * 1960) ist ein chinesischer Shorttrack- und Eisschnelllauf-Trainer. Von Mitte der 1980er-Jahre bis 2006 betreute er den chinesischen Shorttrack-Nationalkader, darunter die Olympiasiegerinnen Yang Yang (A) und Wang Meng.

## Werdegang
In seiner Jugend war Xin Eisschnellläufer und stellte nationale Rekorde im Juniorenbereich auf, musste seine aktive Laufbahn aber – einem Artikel der Renmin Ribao zufolge – im Alter von 18 Jahren nach einem Autounfall beenden. Er wurde anschließend Eisschnelllauf-Trainer und legte Anfang der 1980er-Jahre seinen Fokus auf die junge Disziplin Shorttrack, die bis dahin in China kaum bekannt war. Xin übernahm 1983 die Leitung des Shorttrackteams der Provinz Jilin, aus dem zwei Jahre später die erste chinesische Nationalmannschaft hervorging. Seine ersten Jahre als Shorttracktrainer bewertete er im Rückblick als Pionierzeit, geprägt von mangelhafter Ausrüstung und anfänglicher Unkenntnis geeigneter Trainingsmethoden. Er habe sich zur Verbesserung der Ergebnisse an ausländischen Erfahrungen orientiert. Bei den olympischen Shorttrack-Demonstrationswettbewerben im Rahmen der Winterspiele 1988 in Calgary siegte die von Xin trainierte Li Yan über 1000 Meter. Vier Jahre später bei der offiziellen Olympiapremiere der Sportart in Albertville gewann Li mit Silber über 500 Meter eine der ersten Medaillen für China bei Olympischen Winterspielen.
In den folgenden Jahren betreute Xin mehrere Sportler, die unter seiner Leitung in die Weltspitze aufstiegen. Yang Yang (A), Yang Yang (S), Wang Chunlu und Sun Dandan wurden zwischen 1998 und 2001 viermal in Folge Staffel- und Teamweltmeisterinnen, wobei Yang Yang (A) die erfolgreichste Athletin des Quartetts war: 1997 errang sie als erste Chinesin den Weltmeistertitel im Mehrkampf, den sie bis 2002 jedes Jahr verteidigte. Zudem gewann Yang 2002 in Salt Lake City die ersten beiden chinesischen Goldmedaillen bei Olympischen Winterspielen. Bei den Männern wurde Li Jiajun 1999 und 2001 Mehrkampf-Weltmeister. In den 2000er-Jahren formte Xin nach den Rücktritten mehrerer erfahrener Athleten ein junges Team um Wang Meng, die 2006 in Turin Olympiasiegerin über 500 Meter wurde. Nach den Winterspielen in Turin wurde Xin als Nationaltrainer von Li Yan abgelöst und arbeitete zunächst wieder als Provinztrainer in Jilin. Im Januar 2018 übernahm er die Betreuung der Eisschnellläufer und Shorttracker in Xinjiang.
Chinesische Medien würdigten Xin als entscheidende Figur in der Entwicklung des nationalen Eislaufs: Ein Artikel in China Daily nannte ihn 2003 die „treibende Kraft des chinesischen Shorttrack-Erfolgs“ (englisch: „the force behind China's short-track speed skating success“), die Presseagentur Xinhua bezeichnete ihn 2019 als „Paten des chinesischen Eisschnelllaufs“.